# Šebeš (hrad)
Šebeš (nebo také Šebešský hrad, castrum Sebes, Sebeswar, hrádek Šebeš) je hrad chráněný jako národní kulturní památka SR ze 13. století, která patří do katastrálního území obce Podhradík v okrese Prešov. Nachází se v nadmořské výšce 529 metrů, na pahorku nad obcí, jehož název připomíná lokalitu hrádku Podhradie (Waryala). Lokalita hradu je situována na zarostlé skalní ostruze, na jejímž temeni se rýsují dnes již málo výrazné zbytky hradu Šebeš v pohoří Slanské vrchy.

## Dějiny
Podle některých autorů byl předchůdcem hradu dřevěný hrádek zvaný Havranov príbytok (Hulloudzalasa), který byl roku 1285 již opuštěn. Pojmenování Havran vycházelo z oblečení černého hábitu příslušného rytířského řádu.[zdroj⁠?!] Na začátku 14. století se kopec nazýval Mačka, dnes Zámek. V donační listině krále Karla Roberta z roku 1315, kterou potvrdil Tomášovu synovi rytíři Synkovi vlastnictví jeho dosavadních majetků v této oblasti, jejichž součástí byl i hrad. Předpokládá se, že jej rytíř Synek vystavěl v letech 1307 až 1315. Hrad patřil až do roku 1491 Synkovým potomkům. Král Vladislav Jagellonský ho pak daroval městu Košice, hrad zanikl v roce 1550, když ho obyvatelé Prešova vypálili. Majitelé hradu totiž neměli dobré vztahy se sousedním městem Prešov. Spor se v roce 1475 dostal až před soud, ale ani ten ho nevyřešil.
Majitel hradu František Sebesi chtěl spor vyřešit dohodou, proto poslal rychtáři Prešova poselství, aby spor vyřešili pokojnou cestou. Rychtář to zneužil, vtrhl na hrad a dobyl ho. Hradního pána Sebesiho a kastelána Gerakiho dal oběsit na hradní bráně a hrad nechal podpálit. Panovník za to prešovského rychtáře sesadil a potrestal obyvatele města Prešov. Hrad však už nebyl obnoven a po čase zanikl. Od té doby stále pustne.

## Popis stavby
Zděný hrad byl vystavěn na osm metrů široké a šedesát metrů dlouhé strmé ostruze. Její mírnější východní strana byla zajištěna do skály vytesaným 8–10 metrů širokým a 5–6 metrů hlubokým šíjovým příkopem. Na okraji plošiny se táhla obvodová zeď. Na západní straně stála ve vzdálenosti pět metrů od jeho okraje kruhová věž s průměrem pět metrů a zdí silnou 1,5 metru. Věž byla postavena ve směru přístupu. Ve východní části ostruhy byl na okraji šíjového příkopu obytný palác s rozměry 9 × 6 m, jehož západní stěna byla zároveň obrannou zdí nad vstupem do hradu. Za ním je ve vzdálenosti 21 metrů šíjový příkop. V severovýchodní části hradu bylo valové opevnění.
Hradní kopec leží na severozápadním okraji Slanských vrchů. Stopy po hrádku jsou mezi množstvím skal těžko čitelné. Pod jihovýchodní stranou kopce protéká potok Šebastovka. Na východní straně je viditelná strmá skalní stěna jako zbytek po těžbě kamene v bývalém kamenolomu. Jiné stopy po zděných objektech na plošině nejsou.

## Přístup
K hrádku se dá dostat po cestě, která začíná nad obcí Podhradík, u potoka Šebastovka směrem vlevo a lesní cestou vpravo vede výstup až na vrchol hradního kopce. Orientační tabule je u potoka a směrová šipka s nápisem je při odbočování na lesní stezku. Hrad je na vrcholu označen tabulí. Odtud je možné vidět i na Slanské vrchy a obec Podhradík. Turistické značky zde nejsou.